# Лейкоцитарная плёнка

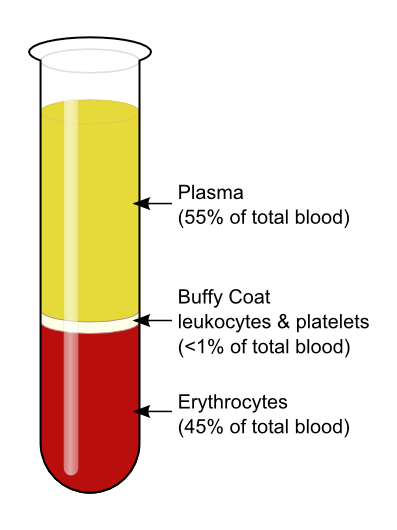
Компоненты крови после центрифугирования.

Лейкоцитарная пленка (лейкотромбоцитарный слой; лейкоцитная плёнка; светлый слой кровяного сгустка) — одна из фракций, получаемых при центрифугировании крови, представляющая собой слой над осадком эритроцитов, состоящий из лейкоцитов и тромбоцитов.

## Описание
После центрифугирования цельной крови можно различить следующие слои: слой прозрачной жидкости (плазмы), слой красной жидкости, содержащей большую часть эритроцитов, и тонкий слой между ними — лейкоцитарную пленку. Составляя менее 1 % от общего объема образца крови, лейкоцитная пленка содержит большую часть лейкоцитов и тромбоцитов. Обычно пленка имеет беловатый цвет, но иногда бывает зеленой, если образец крови содержит большое количество нейтрофилов с высоким содержанием миелопероксидазы зеленого цвета. Красный слой под лейкоцитарной пленкой содержит гранулоциты и эритроциты.
Лейкоцитарная пленка используется для экстракции ДНК из крови млекопитающих. Стандартный протокол заключается в хранении образцов лейкоцитарной пленки для выделения ДНК в будущем, для чего их сохраняют в замороженном виде в течение многих лет.